# Tempestade no mar da Galileia
Tempestade no mar da Galileia (em holandês: Christus in de storm op het meer van Galilea) é uma pintura a óleo sobre tela de 1633, do artista da era de ouro dos Países Baixos, Rembrandt Harmenszoon van Rijn. A pintura foi roubada em 1990 do Museu Isabella Stewart Gardner e, desde então, permanece desaparecida.
A pintura retrata o relato bíblico onde Jesus, durante a travessia do mar da Galileia, acalma a tempestade que ameaçava afundar o barco, como é especificado no evangelho de Marcos, no capítulo 4. É a única pintura de Rembrandt que tem o mar como tema.

## Descrição
A pintura, em formato vertical, mostra os discípulos lutando, freneticamente, contra a força da tempestade para retomar o controle do barco pesqueiro onde estavam. Uma grande onda bate na proa e rompe a vela. Um dos discípulos é visto vomitando na parte de baixo do barco. Ao seu lado, olhando diretamente para quem olha a pintura, está um auto retrato do artista. Apenas Jesus, à direita, permanece calmo.